# Сараван (село)
Сараван (вірм. Սարավան) — село в марзі Вайоц-Дзор, на півдні Вірменії. Село розташоване на трасі Єреван — Степанакерт, за 16 км на схід від міста Вайк та за 27 км на південь від міста Джермук.